# Första tjeckoslovakiska republiken
Första tjeckoslovakiska republiken (tjeckiska první Československá republika eller první republika, slovakiska prvá Československá republika eller Prvá republika), refererar till den första tjeckoslovakiska statsbildningen, som fanns åren 1918-1938. Staten kallades vanligtvis Tjeckoslovakien (Československo). Den bestod av de tidigare österrikiska områdena Böhmen, Mähren och Tjeckiska Schlesien (f.d. Österrikiska Schlesien), samt de tidigare ungerska områdena Slovakien och Karpato-Rutenien. Staten upprättades efter Österrike-Ungerns upplösning som en nationalstat för "tjeckoslovaker" men gränsdragningen medförde att knappt 2/3 av befolkningen var tjecker eller slovaker. Gränsområdet mot Tyskland (Sudetlandet) befolkades av över tre miljoner tyskar, i de södra delarna Slovakien och Karpato-Rutenien var ungrarna i majoritet och i återstoden av Karpato-Rutenien var majoriteten rutener/ukrainare. Efter 1933 var Tjeckoslovakien en av då fungerande demokratier i Central- och Östeuropa men de etniska motsättningarna var starka; tyskarna önskade anslutning till Tyskland, ungrarna till Ungern och slovakerna sökte autonomi. Under press från Tyskland och sudettyskarna tvingades Tjeckoslovakien underkasta sig Münchenöverenskommelsen, varigenom Sudetlandet 1 oktober 1938 avträddes till Tyskland, södra delarna av Slovakien och Karpato-Rutenien till Ungern och Zaolzieregionen i Schlesien till Polen. Detta innebar slutet på Första tjeckoslovakiska republiken och början på andra tjeckoslovakiska republiken.

## Folkgrupper
| Region                      | "Tjeckoslovaker" (Tjecker och Slovaker) | Tyskar    | Ungrare | Rutener | Judar   | Övriga  | Total befolkning |
| --------------------------- | --------------------------------------- | --------- | ------- | ------- | ------- | ------- | ---------------- |
| Böhmen                      | 4 382 788                               | 2 173 239 | 5 476   | 2 007   | 11 251  | 93 757  | 6 668 518        |
| Mähren                      | 2 048 426                               | 547 604   | 534     | 976     | 15 335  | 46 448  | 2 649 323        |
| Schlesien                   | 296 194                                 | 252 365   | 94      | 338     | 3 681   | 49 530  | 602 202          |
| Slovakien                   | 2 013 792                               | 139 900   | 637 183 | 85 644  | 70 529  | 42 313  | 2 989 361        |
| Karpato-Rutenien            | 19 737                                  | 10 460    | 102 144 | 372 884 | 80 059  | 6 760   | 592 044          |
| Tjeckoslovakiska republiken | 8 760 937                               | 3 123 568 | 745 431 | 461 849 | 180 855 | 238 080 | 13 410 750       |

### Fotnoter
1. ↑  Slovenský náučný slovník, I. zväzok, Bratislava-Český Těšín, 1932
2. ↑  1921 och 1930 års antal anses inte stämma, då nationalitet räknades efter självbekännelse och många polacker räknade sig som tjecker av oro inför de nya myndigheterna. cf.Zahradnik, Stanisław; and Marek Ryczkowski (1992). Korzenie Zaolzia. Warszawa - Praga - Trzyniec: PAI-press. OCLC 177389723